# Jules Olitski
Jules Olitski (Snovs'k, 27 marzo 1922 – 4 febbraio 2007) è stato un pittore e scultore statunitense.

## Biografia
Jukes Olitski è nato Jevel Demikovski a Snovs'k, nell'oblast' di Černihiv nel RSS Ucraina. A pochi mesi dalla sua nascita suo padre, un commissario,fu giustiziato dal governo russo. Nel 1923 emigrò negli Stati Uniti con la madre e la nonna e si stabilì a Brooklyn. La nonna prese cura di lui, mentre sua madre lavora per sostenere la famiglia. Nel 1926 sua madre sposò Hyman Olitsky, un vedovo con due figli.

## Formazione
Olitski dimostrò sin da piccolo una predisposizione per il disegno. Nel 1935 all'età di 13 anni iniziò a prendere le sue prime lezioni a Manhattan. In seguito frequentò le scuole pubbliche di New York, vincendo anche un premio d'arte al suo diploma di scuola superiore. In una mostra dei lavori di alcuni dei grandi maestri alla Fiera mondiale di New York nel 1939 rimase molto colpito da ritratti di Rembrandt e successivamente vinse una borsa di studio per studiare arte presso il Pratt Institute riuscendo ad essere ammesso alla National Academy of Design di New York. La sua formazione è proseguita al Beaux Arts Institute di New York.
Dopo essersi dimesso dall'esercito nel 1945, Olitski si sposò e dopo aver viaggiato un po' in Messico, tornò a New York per poi alla fine degli anni '40 si recò a Parigi sulla GI Bill dove ha studiato presso la Ossip Zadkine e l'Accademia de la Grande Chaumière.
Tornò a New York nel 1951e nel 1952 prese la laurea artistica e nel 1954 un master in Educazione Artistica, entrambi alla New York University

## Carriera
Olitski ebbe la sua prima personale alla Galerie Huit a Parigi nel 1951. Tornò a New York, e reagì contro il colore e le immagini delle sue opere parigine ed abbracciò la pittura monocromatica. Divorziò e si risposò. Nel 1956 aderì alla facoltà di CW Post College a Long Island. Nel 1958 tenne la sua prima personale aNew York alla Zodiac Gallery dove incontrò Clement Greenberg, che si appassionò dell'artista e gli organizzò una personale alla French & Co.
Nel 1960 le opere di Olitski si evolvono: l'artista cominciò a macchiare la tela con una pittura a campi di colore Color Field. Queste opere furono mostrate in una seconda mostra da French & Co. nel 1961 e in seguito alla Galleria Poindexter, dove tenne numerose mostre. Successivamente espose in numerose sedi, vinse un premio al Carnegie International e le sue opere cominciarono ad essere raccolte nei musei.
Nel 1966 fu selezionato come uno dei quattro artisti per rappresentare gli Stati Uniti alla Biennale di Venezia. Nel 1969 fu invitato ad esporre opere di grandi dimensioni, in alluminio e sculture vernice spray al Metropolitan Museum of Art diventando il primo artista statunitense vivente a fare una personale in quella sede.
Ha insegnato al Bennington College dal 1963 al 1967.
Nel 1970 Olitski tornò alle superfici ad impasto denso caratterizzarono il suo lavoro negli anni '50, ma con tecniche innovative.
La sua ultima produzione dal 2001 al gennaio 2007 fu caratterizzata da sfere di colore intenso che potevano ricordare paesaggi.
Oliski mori di cancro nel 2007 all età di 84 anni.
Come Norman L. Kleeblat affermò in un suo saggio che accompagnò una mostra di Olitski nel 2008 dopo la sua scomparsa: L'intensità dei colori Olitski può sembrare stridente quando ogni area colorata è osservata separatamente. Ma l'artista è un maestro di scontri improbabili di colori intensi e artificiali come lo era Delacroix.
Oggi Olitski è rappresentato nei maggiori musei di tutto il mondo.